# Soulanges (district électoral du Canada-Uni)
Pour les articles homonymes, voir Soulanges.
Circonscription électorale provinciale du Canada
Soulanges est un district électoral de l'Assemblée législative de la province du Canada.

## Liste des députés
| Années | Années      | Député                      | Affiliation  |
| ------ | ----------- | --------------------------- | ------------ |
|        | 1854 - 1858 | Luc-Hyacinthe Masson        | Réformiste   |
|        | 1858 - 1861 | Dominique-Amable Coutlée    | Bleu         |
|        | 1861 - 1863 | Jean-Baptiste-Jules Prévost | Modéré       |
|        | 1863 - 1867 | William Duckett             | Conservateur |